# Psylla quianli
Psylla quianli är en insektsart som beskrevs av Yang och Li 1984. Psylla quianli ingår i släktet Psylla och familjen rundbladloppor. Inga underarter finns listade i Catalogue of Life.